# Велюшево
Велюшево — деревня в Шекснинском районе Вологодской области.
Входит в состав сельского поселения Фоминского, с точки зрения административно-территориального деления — в Фоминский сельсовет.
Расстояние по автодороге до районного центра Шексны — 48 км, до центра муниципального образования Фоминского — 6 км. Ближайшие населённые пункты — Пегуша, Ефимово, Воронцово.
По переписи 2002 года население — 27 человек (12 мужчин, 15 женщин). Всё население — русские.